# Obecnice
Obecnice (en allemand : Obetznitz) est une commune du district de Příbram, dans la région de Bohême-Centrale, en République tchèque. Sa population s'élevait à 1 256 habitants en 2020.

## Géographie
Obecnice se trouve à 5,5 km au nord-ouest du centre de Příbram et à 53 km au sud-ouest de Prague.
La commune est limitée par Zaječov, Malá Víska, Chaloupky et Jince au nord, par Drahlín, Lhota u Příbramě, Podlesí et Příbram à l'est, par Bohutín, Láz et Vranovice au sud, et par Nepomuk et Těně à l'ouest.

## Histoire
La première mention écrite de la localité d'Obecnice date de 1394, mais le village d'Oseč est mentionné dès 1216.

## Administration
La commune se compose de deux quartiers :
- Obecnice
- Oseč

## Transports
Par la route, Obecnice se trouve à 6,5 km de Příbram et à 66 km de Prague.